# VC Zwijnaarde
VC Zwijnaarde is een Belgische voetbalclub uit Zwijnaarde. De club is aangesloten bij de KBVB met stamnummer 4816 en heeft groen-wit als kleuren. De club werd opgericht kort na de Tweede Wereldoorlog, in 1947, maar speelt al heel haar geschiedenis in de provinciale Oost-Vlaamse reeksen.  

## Geschiedenis
Tot 1984 droeg de club de naam AFC Zwijnaarde, waarmee het decennialang in de laagste provinciale afdeling te vinden was. Tot eind jaren zestig was dat Derde Provinciale, na de uitbreiding van de reeksen in 1970 werd dat Vierde Provinciale. De club was lang weinig succesvol, zo werd in het seizoen 1958-1959 geen enkel punt behaald met liefst 189 tegendoelpunten in 30 wedstrijden.
Eind jaren zeventig keerde het tij, de club promoveerde naar Derde Provinciale en hield daar stand. In 1985 werd de intussen tot VC Zwijnaarde omgedoopte club kampioen en bereikte Tweede Provinciale. In 1989 zakte VC weer naar Derde Provinciale, maar er volgden nog promoties naar de tweede hoogste provinciale reeks in 1990, 1995, 2004 en 2010.
Sinds 2012 speelt de club in Derde Provinciale. Ondanks verschillende ereplaatsen slaagde groen-wit er niet in om terug te keren naar Tweede Provinciale.